# Royal Dukedoms
In der britischen Peerage ist ein Royal Dukedom (englisch für königliches Herzogtum) ein Herzogstitel, welchen ein Mitglied der britischen Königsfamilie hält, das die Anrede His Royal Highness (Engl. für Seine Königliche Hoheit) führt. Duke ist der höchste Titel des britischen Adels. Üblicherweise werden Royal Dukedoms für legitime Söhne und männliche Enkel des britischen Monarchen aus Anlass ihrer Hochzeit oder Volljährigkeit geschaffen. Die Titel werden, wie gewöhnliche Dukedoms, an den jeweiligen ältesten Sohn vererbt. Wenn ein Titel an jemanden fällt, der nicht Sohn oder Enkel eines Königs ist, wird es zu einem gewöhnlichen Adelstitel. Sollte ein Titel erloschen sein, kann er für einen neuen Inhaber neu geschaffen werden.

## Königlicher Status der Dukedoms
Im Vereinigten Königreich gibt es nichts, was einem Dukedom innewohnt, das es „königlich“ macht. Diese Adelstitel werden vielmehr königliche Herzogtümer genannt, weil sie für ein Mitglied der königlichen Familie geschaffen bzw. von diesem gehalten werden, das Anspruch auf die Anrede His Royal Highness hat. Obwohl der Begriff „royal duke“ keine offizielle Bedeutung hat, wurde die Kategorie „Duke of the Blood Royal“ als ein Rang anerkannt. In einem Dekret aus dem Jahre 1520 wurde festgelegt, dass die Royal Dukes außerhalb des Parlaments Vorrang vor den Trägern älterer Titel haben. Hiervon ausgenommen waren der Erzbischof von Canterbury und die Great Officers of State. Genauso haben Royal Earls Vorrang vor Inhabern älterer Earldoms (vergleiche mit Earl of Wessex). Die Rangfolge unter den Königlichen Peers richtet sich nach dem Rang in der Thronfolge. Die Anordnung aus dem Jahr 1520 ist immer noch in Kraft, war aber im Jahr 1917 in Vergessenheit geraten.
Am 20. November 1917 legte König George V. in einem Letters Patent fest, dass die Titel Prince oder Princess und die Anrede Royal Highness nur noch Kindern des Souveräns, legitimen Kindern der legitimen Söhne des Souveräns und dem ältesten lebenden legitimen Sohn des ältesten Sohns des Prince of Wales zustehen. Seither werden Peers, welche entfernter mit dem Monarchen verwandt sind, nicht mehr bevorzugt.
2012 erweiterte Königin Elisabeth II. die Anrede Royal Highness auf alle Kinder des ältesten Sohnes des Prince of Wales.
Wenn der aktuelle Duke of Gloucester oder Duke of Kent sterben und deren älteste Söhne Alexander Earl of Ulster und George Earl of St. Andrews ihnen als jeweils dritter Duke nachfolgen, werden die Royal Dukedoms zu gewöhnlichen Dukedoms. Sie werden entsprechend ihrer Verleihung 1928 und 1934 eingeordnet. Sie werden dann mit „His Grace“ angesprochen. Genauso war es auch nach dem Tod von Prince Arthur, Duke of Connaught (1850–1942), dem dritten Sohn von Königin Victoria, als Alastair, Earl of MacDuff (1914–1943), diesem als Duke nachfolge. Vor 1917 wäre die Anrede His Highness Prince Alastair of Connaught gewesen.

## Aktuelle Royal Dukedoms
Die gegenwärtigen Royal Dukedoms in ihrer protokollarische Rangordnung sind:
| Dukedom            | Halter         | Titel verliehen | Nachgeordnete Titel                           |
| ------------------ | -------------- | --------------- | --------------------------------------------- |
| Duke of Sussex     | Prince Harry   | 2018            | Earl of Dumbarton Baron Kilkeel               |
| Duke of York       | Prince Andrew  | 1986            | Earl of Inverness Baron Killyleagh            |
| Duke of Edinburgh  | Prince Edward  | 2023            | Earl of Wessex Earl of Forfar Viscount Severn |
| Duke of Gloucester | Prince Richard | 1928            | Earl of Ulster Baron Culloden                 |
| Duke of Kent       | Prince Edward  | 1934            | Earl of St Andrews Baron Downpatrick          |

Die folgenden Dukedoms werden derzeit von Mitgliedern der Königsfamilie als Zweittitel geführt:
- Duke of Cornwall ist der nachgeordnete Titel des ältesten Sohnes des Souveräns von England,[7] aktuell William, Duke of Cornwall and Cambridge. Zusätzlich ist der Titel (Dukedom) mit echtem Besitz, der Duchy of Cornwall verbunden.
- Duke of Rothesay ist der nachgeordnete Titel des ältesten Sohnes des Souveräns von Schottland. Derzeit ist dies Prince William, der in Schottland richtigerweise mit HRH The Prince William, Duke of Rothesay angesprochen wird.
- Duke of Cambridge ist ein Titel, der dem Prinzen an seinem Hochzeitstag, dem 29. April 2011, verliehen wurde.

Mit Ausnahme der Dukedoms Cornwall und Rothesay (die lediglich vom ältesten lebenden Sohn des Monarchen geführt werden können, wenn dieser gleichzeitig Heir apparent ist) werden alle Dukedoms mit einem Letters Patent verliehen und der standardmäßigen Erbfolge-Ordnung „heirs male of his body“ verbunden. Dies bedeutet, dass sie an den jeweils ältesten männlichen Nachkommen vererbt werden. Eine weitere Ausnahme stellt die Verleihung des Dukedoms Edinburgh von 2023 dar, das nur auf Lebenszeit verliehen wurde und damit nicht vererbt wird. Dies geschah zuletzt 1397 als die Enkeltochter von Eduard I., Margaret Brotherton, zur Duchess of Norfolk (suo jure) auf Lebenszeit erhoben wurde.
Per Gesetz ist der Inhaber der Duchy of Lancaster der britische Monarch und diesem stehen die Einnahmen aus diesen Ländereien zu. Daher wird der Monarch dort auch mit The King, The Duke of Lancaster angesprochen bzw. im Falle einer Monarchin mit The Queen, The Duke of Lancaster. Die weibliche Bezeichnung Duchess wird bei Monarchen nicht verwendet. Der Monarch ist aber kein richtiger Duke, da im Lehnswesen der Souverän nicht sein eigener Vasall sein kann.

## Ehemalige Royal Dukedoms
Die folgende Liste enthält Dukedoms, welche früher königlich waren und dann mit der Krone verschmolzen wurden, mangels Nachfolger erloschen oder aus sonstigen Gründen aufhörten zu bestehen.

### Ausgestorbene Dukedoms
| Title                             | Status                           | Anmerkung |
| --------------------------------- | -------------------------------- | --- |
| Duke of Aumale                    | 1399 verloren                    | Nicht-königliches Dukedom of Albemarle 1660 geschaffen (ausgestorben 1688) Nicht-königliches Earldom of Albemarle (geschaffen 1697) besteht noch |
| Duke of Clarence                  | Verfallen 1478                   | Das Earldom of Clarence (geschaffen 1881) ist ein nachgeordneter Titel des Dukedom of Albany.                                                    |
| Duke of Clarence and Avondale     | Ausgestorben 1892                | |
| Duke of Clarence and St. Andrews  | Verschmolzen mit der Krone 1830. | Das Earldom of St Andrews (geschaffen 1934) ist ein nachgeordneter Titel des Dukedom of Kent.                                                    |
| Duke of Connaught and Strathearn  | Ausgestorben 1942                | Earldom of Strathearn (geschaffen 2011) ist ein nachgeordneter Titel des Dukedom of Cambridge.                                                   |
| Duke of Cumberland                | Ausgestorben 1765                | |
| Duke of Cumberland and Strathearn | Ausgestorben 1790                | |
| Duke of Gloucester and Edinburgh  | Ausgestorben 1834                | |
| Duke of Hereford                  | Verschmolzen mit der Krone 1399  | Nicht-königliche Viscountcy of Hereford (geschaffen 1550) besteht noch                                                                           |
| Duke of Kendal                    | Ausgestorben 1667                | Nicht-königliches Dukedom, geschaffen 1719 (ausgestorben 1743)                                                                                   |
| Duke of Kent and Strathearn       | Ausgestorben 1820                | |
| Duke of Kintyre and Lorne         | Ausgestorben 1602                | |
| Duke of Ross                      | Ausgestorben 1515                | |
| Duke of Windsor                   |                                  | König Edward VIII. erhielt ihn nach seiner Abdankung                                                                                             |
| Duke of York and Albany           | Ausgestorben 1827                | |

### Ehemalige Royal Dukedoms, welches als nicht-königliches neugeschaffen wurde
| Title            | Status des Royal Dukedoms | Current status                                           |
| ---------------- | ------------------------- | -------------------------------------------------------- |
| Duke of Bedford  | Ausgestorben 1495         | Nicht-königliches Dukedom, geschaffen 1694, besteht noch |
| Duke of Norfolk  | Ausgestorben 1483         | Nicht-königliches Dukedom, geschaffen 1483 besteht noch  |
| Duke of Somerset | Ausgestorben 1500         | Nicht-königliches Dukedom, geschaffen 1547, besteht noch |

### Suspendierte Dukedoms
Nach dem Titles Deprivation Act 1917 wurden den Inhabern der folgenden Dukedoms, die gleichzeitig britische Prinzen und Mitglieder deutscher Adelshäuser waren, ihre britischen Titel entzogen, da sie im Ersten Weltkrieg auf Seite der Deutschen kämpften. Das Gesetz sah vor, dass die Nachfolger der Titelinhaber um Wiedereinsetzung bitten können. Hiervon hat aber noch keiner der Berechtigten Gebrauch gemacht.
| Titel                             | Jetziger Anwärter                           |
| --------------------------------- | ------------------------------------------- |
| Duke of Albany                    | Hubertus Prinz von Sachsen-Coburg und Gotha |
| Duke of Cumberland and Teviotdale | Ernst August Prinz von Hannover             |

## Seit 1726 geschaffene Royal Dukedoms
|                                      | Title                             | Prince                    | Datum geschaffen  | Anmerkungen |
| ------------------------------------ | --------------------------------- | ------------------------- | ----------------- | --- |
| Herrschaft von König George I.       |                                   |                           |                   | |
|                                      | Duke of Edinburgh                 | Prince Frederick          | 15. Juli 1726     | 1729 Prince of Wales Verschmolzen mit der Krone 1760 |
|                                      | Duke of Cumberland                | Prince William            | 15. Juli 1726     | Ausgestorben 1765 (Er starb aus, da es keine männlichen Erben mehr gab) |
| Herrschaft von König George II.      |                                   |                           |                   | |
|                                      | Duke of York and Albany           | Prince Edward             | 1. April 1760     | Ausgestorben 1767 (hatte keine Söhne) |
| Herrschaft von König George III.     |                                   |                           |                   | |
|                                      | Duke of Gloucester and Edinburgh  | Prince William Henry      | 17. November 1764 | Ausgestorben 1834 (Prince William Frederick, 2. Duke of Gloucester and Edinburgh, der zweite Duke starb ohne männlichen Erben)                                                                                       |
|                                      | Duke of Cumberland and Strathearn | Prince Henry              | 22. Oktober 1766  | Ausgestorben 1790 (hatte keine Söhne) |
|                                      | Duke of York and Albany           | Prince Frederick          | 27. November 1784 | Ausgestorben 1827 (hatte keine Söhne) |
|                                      | Duke of Clarence and St. Andrews  | Prince William            | 19. Mai 1789      | Verschmolzen mit der Krone 1830 |
|                                      | Duke of Kent and Strathearn       | Prince Edward             | 23. April 1799    | Ausgestorben 1820 (hatte keine Söhne) |
|                                      | Duke of Cumberland and Teviotdale | Prince Ernest Augustus    | 23. April 1799    | Aberkannt 1919 |
|                                      | Duke of Sussex                    | Prince Augustus Frederick | 24. November 1801 | Ausgestorben 1843 (hatte keine Söhne) |
|                                      | Duke of Cambridge                 | Prince Adolphus           | 24. November 1801 | Ausgestorben 1904 (Prince George, Duke of Cambridge, der zweite Duke, starb mit legitimen männlichen Erben, der aber wegen des Royal Marriages Act 1772 nicht anerkannt wurde. Ansonsten wäre es 1960 ausgestorben.) |
| Herrschaft von Königin Victoria      |                                   |                           |                   | |
|                                      | Duke of Edinburgh                 | Prince Alfred             | 24. Mai 1866      | Ausgestorben 1900 (hatte keine Söhne) |
|                                      | Duke of Connaught and Strathearn  | Prince Arthur             | 24. Mai 1874      | Ausgestorben 1943 (Alastair Windsor, 2. Duke of Connaught and Strathearn, der zweite Duke starb ohne männlichen Erben)                                                                                               |
|                                      | Duke of Albany                    | Prince Leopold            | 24. Mai 1881      | Aberkannt 1919 |
|                                      | Duke of Clarence and Avondale     | Prince Albert Victor      | 24. Mai 1890      | Ausgestorben 1892 (hatte keine Söhne) |
|                                      | Duke of York                      | Prince George             | 24. Mai 1892      | Ab 1901 auch Prince of Wales. Verschmolzen mit der Krone 1910 |
| Herrschaft von König George V.       |                                   |                           |                   | |
|                                      | Duke of York                      | Prince Albert             | 3. Juni 1920      | Verschmolzen mit der Krone 1936 |
|                                      | Duke of Gloucester                | Prince Henry              | 30. März 1928     | Besteht |
|                                      | Duke of Kent                      | Prince George             | 9. Oktober 1934   | Besteht |
| Herrschaft von König George VI.      |                                   |                           |                   | |
|                                      | Duke of Windsor                   | Prince Edward             | 8. März 1937      | Ausgestorben 1972 (hatte keine Söhne) |
|                                      | Duke of Edinburgh                 | Prince Philip             | 20. November 1947 | Verschmolzen mit der Krone 2022 |
| Herrschaft von Königin Elisabeth II. |                                   |                           |                   | |
|                                      | Duke of York                      | Prince Andrew             | 23. Juli 1986     | Besteht |
|                                      | Duke of Cambridge                 | Prince William            | 29. April 2011    | Besteht Mittlerweile Nebentitel des Prince of Wales |
|                                      | Duke of Sussex                    | Prince Harry              | 19. Mai 2018      | Besteht |
| Herrschaft von König Charles III.    |                                   |                           |                   | |
|                                      | Duke of Edinburgh                 | Prince Edward             | 10. März 2023     | Besteht, nicht erblich |

## Formelle Anrede
- Adresse: His/Her Royal Highness The Duke/Duchess of (…)
- Erstmalige Ansprache: Your Royal Highness
- Danach: Sir/Madam

## Wappenzier
Während nicht-königliche Dukes ihr Wappen mit einer Krone mit acht Erdbeerblättern bei der Krönung verzieren können, haben königliche Dukes Anrecht auf eine Fürstenkrone, welche mit vier Tatzenkreuzen und vier Erdbeerblättern verziert ist. Die Kronen können aber auch im Letters Patent festgelegt werden. Beim Duke of York und dem Duke of Edinburgh wurde die Krone eines Kindes eines Souveräns (Vier Kreuze und vier Lilien) gewählt. Der Duke of Cornwall und of Rothesay nutzt die Krone des Prince of Wales. Der Duke of Cambridge und der Duke of Sussex nutzen die Krone eines Sohnes des Prince of Wales und der Duke of Gloucester und der Duke of Kent die eines Enkels eines Souveräns.
Bei Krönungen haben die Royal Dukes Anspruch auf sechs Reihen Hermelin auf ihren Mantel. Gewöhnliche Dukes tragen vier Reihen.

Rangkrone des Duke of Cornwall and Rothesay
Rangkrone der Kinder des Thronfolgers
Rangkrone der Dukes of Sussex und York als Kinder eines Souveränes
Rangkrone der Dukes of Gloucester und Kent
Rangkrone eines gewöhnlichen Dukes